# Burn It to the Ground
«Burn It To The Ground» —en español: «quémalo hasta los cimientos»— es el cuarto sencillo (quinto en Canadá después de I'd Come for You) lanzado por la banda canadiense de rock Nickelback en su sexto álbum de estudio Dark Horse.

## Promoción
La canción es parte de la banda sonora de Transformers: la venganza de los caídos y puede ser escuchada en el fondo en la escena de la fiesta. Una versión instrumental de la canción fue tocada cuando se introdujo al equipo titular de Kansas City Royals durante partidos de local en el 2009. La canción fue utilizada también por los Colorado Rockies en 2009 y por Baltimore Orioles en el 2010 mientras los jugadores llegaban al campo. También aparece en el videojuego NHL 10, fue utilizado como tema principal de WWE RAW desde el 16 de noviembre de 2009 hasta el 16 de junio de 2012. El peleador de UFC Ben Rothwell y el luchador Carlos Colón, Jr. han usado el tema en sus entradas. También apareció en la segunda temporada de Jersey Shore.
También fue utilizada para la canción de los Touchdowns para los equipos de la NFL, Cincinnati Bengals y Dallas Cowboys. Es también la canción de gol para New York Islanders y Los Angeles Kings de la NHL, los Peoria Rivermen de AHL y los LaSalle Vipers de GOJHL, la primera parte de la canción aparece en la apertura de Chicago Blackhawks y también es el tema de entrada para Abbotsford Heat de la AHL, fue utilizado por Jonny Gomes de los Cincinnati Reds. Fue reproducido en el Madison Square Garden cuando los New York Rangers entraron del hielo a los vestidores en el segundo periodo de tiempo.
La canción aparece en el Avance de la película de 2010 Date Night, fue utilizada para la entrada de los presentadores del programa Top Gear Live. Fue utilizado esporádicamente por Kelowna Rockets de la WHL y por Flin Flon Bombers de la SJHL. Una versión instrumental de la canción se utiliza cuando los Boston Blazers tienen una oportunidad de Power Play. Es reproducida también en el Speed Channel para las Carrera de las Estrellas de la NASCAR XXVI.
También fue utilizado recientemente en la Fórmula 1 para los momentos destacados del Gran Premio de Australia, así mismo para los comerciales de la NASCAR en 2010.
La canción se utilizó para la entrada de los jugadores del equipo Staal liderado por Eric Staal en el All-Star Game de la NHL.
La canción fue incluida como pista jugable del pack de canciones descargables de Nickelback para el videojuego Rock Band.
La canción debutó el 14 de agosto de 2010 como el nuevo tema de introducción para los Seattle Seahawks.
Tocaron en vivo la canción el Jimmy Kimmel Live! junto con  When We Stand Together en 2011. En diciembre de 2011 tocaron la canción junto con When We Stand Together y Rockstar en WWE Tribute to the Troops 2011.

## Lista de canciones
1. «Edición limpia» - 3:29
2. «Versión del álbum» - 3:30
3. «Versión Remix» - 2:50

## Información de la canción
En esta oda a emborracharse, y "quemar a la tierra", el vocalista y escritor Chad Kroeger canta sobre el consumo de "todo lo que ve." "La canción es un himno al estilo arena de Def Leppard.
La canción es muy conocida por su repetición resoplando riff de guitarra y sus voces agresivas. Es uno de los sencillos más pesados de Nickelback, y una de sus únicas canciones en las que se utilizan guitarras de siete cuerdas.
La canción fue nominada al Premio Grammy a la mejor interpretación de hard rock/metal vocal o instrumental pero fue vencido por AC/DC.
El 28 de febrero de 2010, Nickelback presentó la canción en vivo, durante la ceremonia de clausura de los Juegos Olímpicos de Vancouver 2010.

## Vídeo musical
El vídeo fue estrenado el 10 de julio de 2009. En el vídeo la banda presenta la canción en vivo desde el O2 Arena en Londres. El público es una mezcla del Dark Horse World Tour por el Reino Unido.

## Posiciones en la lista
| Lista (2009)                                            | Máxima posición |
| ------------------------------------------------------- | --------------- |
| Canadá Canadian Hot 100                                 | 37              |
| Finlandia                                               | 7               |
| Alemania                                                | 65              |
| Reino Unido                                             | 1               |
| Estados Unidos Billboard Bubbling Under Hot 100 Singles | 8               |
| Estados Unidos. Billboard Hot Mainstream Rock Tracks    | 3               |
| Estados Unidos Billboard Alternative Songs              | 32              |
| Estados Unidos. Billboard Rock Songs                    | 7               |